# Aykut Kıratlı
Aykut Kıratlı (* 1. Januar 1992 in Istanbul) ist ein türkischer Fußballspieler. 

## Karriere
Kıratlı spielte zwölf Jahre in der Jugend von Fenerbahçe Istanbul und wechselte 2012 zu Adanaspor, wo er zunächst noch sechs Spiele für dessen zweite Mannschaft bestritten hat. Sein Ligadebüt für die erste Mannschaft gab er in der TFF 1. Lig am 4. Mai 2014, als er beim 3:1-Heimsieg gegen Mersin İdman Yurdu im Tor stand. 2014 verließ er Adanaspor und wechselte zum Ligakonkurrenten Karşıyaka SK.